# Adonisea patagonica
Adonisea patagonica là một loài bướm đêm trong họ Noctuidae.